# Leyesaurus marayensis
Leyesaurus marayensis es la única especie conocida del género extinto Leyesaurus de dinosaurio sauropodomorfo masospondílido que vivió a principios del período Jurásico, entre 202 a 191 millones de años durante el Sinemuriense, en lo que es hoy Sudamérica.

## Descripción
Leyesaurus es un pequeño herbívoro de cuello largo. La longitud del cuerpo se estima en aproximadamente 2,7 metros  con una altura de 70 centímetros y un peso de 150 kilogramos. Los descriptores pudieron identificar algunas características distintivas. Algunos de ellos eran propiedades derivadas únicas, autapomorfias, que prueban que es un taxón separado. Estas son la rama ascendente de la mandíbula superior forma un ángulo bastante agudo de 50° con el borde superior de la mandíbula, las vértebras cervicales están muy estiradas, siendo la sexta vértebra más de cinco veces más larga que alta, la superficie articular superior del tercer metatarsiano es plana y se gira hacia adentro. Además encontraron con otras propiedades una combinación es única, la rama ascendente de la mandíbula superior es recta y tiene una cresta longitudinal en la superficie lateral, los dientes maxilares son muy convexos por fuera, los arcos vertebrales de las vértebras cervicales están provistos de protuberancias espinosas con un borde superior ondulado y con epífises cortas, cuya longitud es solo dos tercios de la de los poszigapófises.

### Cabeza
El cráneo tiene una longitud preservada de 147,4 milímetros. Es triangular en vista en superior. El cráneo es bastante corto, pero el hocico es puntiagudo en vista de plano, en vista lateral, sin embargo, redondeado y contundente. La abertura principal del cráneo es una enorme cuenca ocular con la forma de un óvalo aplanado. La fenestra antorbital, la abertura frente a la cuenca del ojo, es pequeña y triangular. La ventana inferior temporal detrás de la cuenca del ojo tiene forma de reloj de arena con una parte inferior ancha y una parte superior estrecha. La ventana superior temporal es redonda. El praemaxilar es rugoso en la parte delantera, una señal de un posible pico, el primer diente también está a poca distancia del punto frontal. La rama ascendente de la mandíbula superiorse inclina notablemente hacia atrás. Los autores no ven esto como un artefacto de la compresión del fósil. En el exterior, la rama lleva una repisa redondeada y estrecha. La parte posterior de la cuenca del ojo está formada por un posorbital relativamente grueso y ancho. Su rama inferior es más ancha que la medida de arriba abajo. Las ramas superior y frontal del cuadradoyugal forman un ángulo recto entre sí. El cuadrado es relativamente corto con una cabeza pequeña. También se han conservado algunos ceratobranquias, huesos delgados que sostienen el cuello. Estos son alargados, construidos delicadamente y tienen una sección transversal redonda.
La mandíbula inferior es alargada, aproximadamente cinco veces más larga que alta. En la parte posterior, la línea de la mandíbula inferior se abulta con fuerza para terminar en la pieza extrema posterior, la articulación posterior, cóncava. Los dientes son alargados y en forma de hoja. Los de la mandíbula superior son mucho más convexos en el exterior que los de la mandíbula inferior, por lo que tienen una sección transversal en forma de D, especialmente en los dientes frontales. Los cuatro dientes en la premaxila son los más largos, carecen de estrías y están curvados hacia adentro.

### Postcráneo
Algunos huesos de los proatlas se han conservado antes de las vértebras cervicales reales. El atlas es excepcionalmente alargado, cuatro veces más largo que alto y tiene una quilla en la parte inferior. La parte frontal es muy rugosa, una señal de que una capa gruesa de cartílago proporciona movilidad adicional. Las vértebras cervicales son muy alargadas, bajas y estrechas en el medio. Leyesaurus debe haber tenido un cuello relativamente muy largo, como los que se encuentran más arriba en Sauropodomorpha, solo en el Eusauropoda se han encontrado cuellos comparables. La vértebras más larga es la sexta con una longitud de 120.2 milímetros, 5.12 veces más larga que alta. Las primeras seis vértebras tienen una quilla sobre su mitad frontal, la séptima está la tiene en toda su longitud. Las vértebras cervicales llevan encima de protuberancias bajas y estrechas de la columna, cuyo borde superior delantero es convexo, la parte posterior cóncava. Las protuberancias articulares se extienden más allá de los cuerpos vertebrales mismos, las posteriores solo tienen epífises relativamente cortas, protuberancias más pequeñas. Las costillas del cuello son delgadas y largas. Las dos vértebras de la cola son moderadamente alargadas y son anfícolas, con extremos huecos.
Los huesos de la cintura escapular y el brazo están tan dañados que pueden ofrecer poca información sobre su forma. El omóplato tiene 24.2 milímetros de grosor a la altura de la articulación del hombro. La pieza del eje púbico tiene un grosor de 44.3 milímetros. La pata sentada tiene un canal longitudinal en la parte superior de la superficie exterior. El pie no muestra características especiales. El cuarto metatarsiano tiene 119 y el quinto 65,2 milímetros de largo.

## Descubrimiento e investigación

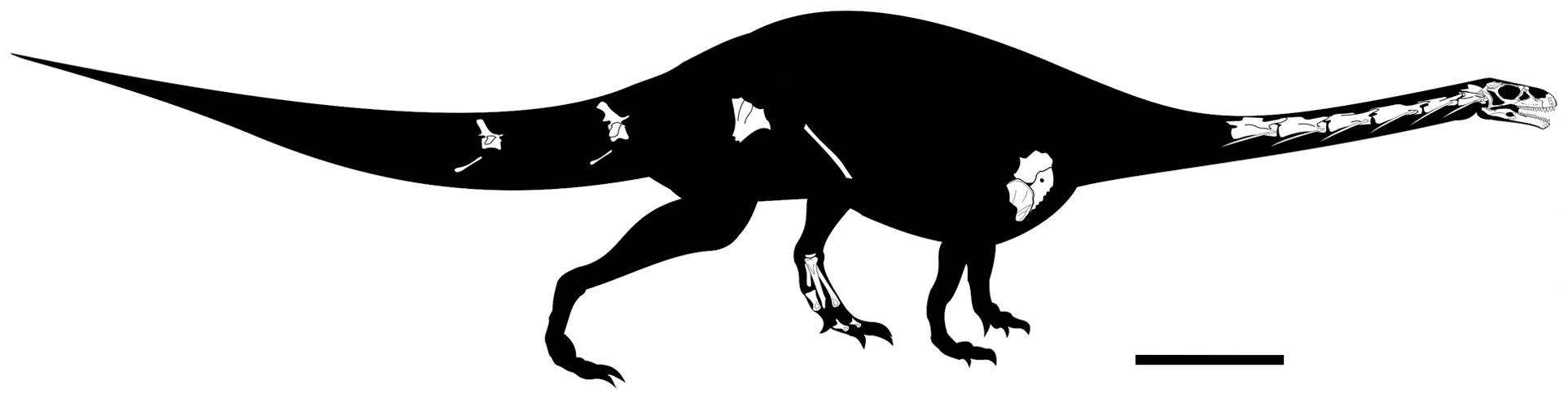
Recreación de la silueta de un Leyesaurus con las partes encontradas.

Sus restos fueron encontrados en la provincia de San Juan, en el noroeste de Argentina. Leyesaurus es conocido a partir del holotipo PVSJ 706, un cráneo casi completo con una mandíbula articulada y algunos huesos postcraneales tales como vértebras y huesos de las extremidades. Fue recuperado de la parte superior de la formación Quebrada del Barro en la Cuenca Marayes-El Carrizal, la fecha de este lugsr es incierta, generalmente se supone que data del Triásico tardío, pero que los autores dedujeron que data del Jurásico Inferior, basándose en la presencia de un masospondílido como Leyesaurus dentro de la formación. Leyesaurus fue hallado cerca de la localidad Balde de Leyes, en el departamento Caucete de la provincia de San Juan. A principios del siglo XXI, la familia Leyes descubrió los huesos de un dinosaurio en sus tierras cerca de Balde de Leyes en San Juan. Luego advirtieron al Museo de Ciencias Naturales de San Juan que envió un equipo a donde estaba el esqueleto.
Leyesaurus fue nombrado y descrito originalmente por Cecilia Apaldetti, Ricardo N. Martínez, Oscar A. Alcober y Diego Pol en 2011 y la especie tipo es Leyesaurus marayensis. El nombre del género es un homenaje a la familia Leyes, habitantes del pequeño pueblo Balde de Leyes, quienes descubrieron el holotipo y notificaron a los paleontólogos del Museo de San Juan, y saurus, el término griego para "lagarto". El nombre de la especie se refiere a la cuenca de Marayes-El Carrizal, donde el holotipo fue descubierto.

## Clasificación
Leyesaurus ha sido colocado en la parte basal de Sauropodomorpha , en la familia Massospondylidae por los autores. Según un análisis cladístico es una especie hermana de Adeopapposaurus y ambos taxones forman el clado hermano de Massospondylus. Este clado con Adopapposaurus se apoya en cinco sinapomorfías que se recupera como el grupo hermano de Massospondylus y este clado es diagnosticado por seis sinapomorfías. El clado formado por Massospondylus, Adeopapposaurus y Leyesaurus se coloca como el grupo hermano del clado formado por Coloradisaurus, Lufengosaurus y Glacialisaurus. Este grupo se asemeja a los Massospodylidae de Yates, reafirmando el grupo que es diagnosticado por siete sinapomorfías. Este clado representa una familia muy diversa de la cual cinco de los seis miembros,  Massospondylus, Coloradisaurus, Glacialisaurus, Adeopapposaurus y Leyesaurus son conocidos del Triásico tardío al Jurásico temprano del hemisferio surse revela que los massospondílidos fueron la familia más diversa de sauropodomorfos basales del hemisferio sur durante los tiempos de Pangea. Las afinidades massospondílidas de Lufengosaurus, sin embargo, indican que este clado no era endémico en el hemisferio sur.